# وزارت فدرال آموزش و پژوهش (آلمان)
وزارت فدرال آموزش و پژوهش (آلمانی: Bundesministerium für Bildung und Forschung) یکی از وزراتخانه‌های آلمان فدرال است.